# Kremenetzer Bergland
Het Kremenetzer Bergland of het Kremenetzer gebergte (Oekraïens: Кременецькі гори, Pools: Góry Krzemienieckie, Russisch: Кременецкие горы) is een laaggebergte in het westen van Oekraïne. De bergketen is gelegen in de oblast Wolynië en maakt onderdeel uit van het Nationaal Park Kremenetzer Bergland, van dit nationaal park maken meerdere bergketens deel uit. Het Kremenetzer Bergland maakt onderdeel uit van de Hoogvlakte van Wolynië en Podolië. Het hoogste punt is de  Драбаниха /Góra Bony.